# Paul Poggendorff
Paul Poggendorff (21. října 1832, Berlín – 27. února 1910 tamtéž) byl německý agronom a spisovatel.
Paul Poggendorff byl synem fyzika Johanna Christiana Poggendorffa. Absolvoval několikatelou výuku na zemědělských statcích a podnicích a v roce 1865 se vypravil na cesty po Belgii a Anglii. O těchto cestách sepsal dvě znamenité knihy. V letech 1857 až 1883 pracoval jako správce zemědělského statku. V roce 1884 se stal předsedu ve své době slavného Klubu berlínských zemědělců. Tuto funkci zastával až do roku 1902. Byl blízkým přítelem inženýra a spisovatele Maxe Eytha a jeden čas člen direktoria Německé zemědělské společnosti.

## Dílo
- Die Landwirthschaft in Belgien. Reisefrüchte aus den Monaten April, Mai und Juni 1856 zugleich als Handbuch und Wegweiser für reisende Landwirthe. Lipsko 1858.
- Die Landwirthschaft in England. Reisefrüchte aus den Monaten Juli bis November 1856 zugleich als Handbuch und Wegweiser für reisende Landwirthe. Lipsko 1860.